# Roxanne Seeman
Roxanne Joy Seeman (New York, 10 juni 1954) is een Amerikaanse songwriter, tekstschrijver en muziekproducent. Ze staat bekend om haar bijdragen aan muziek voor artiesten zoals Billie Hughes, Philip Bailey, Phil Collins, Earth, Wind & Fire, Barbra Streisand, Bette Midler, The Sisters of Mercy, The Jacksons en Jacky Cheung. Daarnaast schreef ze ook muziek voor film en televisie. Ze werd tweemaal genomineerd voor een Emmy Award.

## Biografie
Roxanne Seeman groeide op in de Verenigde Staten. Haar interesse in muziek begon op jonge leeftijd. Ze studeerde aan Columbia University in New York.

## Carrière
In de jaren 80 begon Seeman samen te werken met artiesten uit de pop- en soulwereld. Ze werkte met producer Phil Ramone en schreef nummers die later zouden worden opgenomen door internationaal gerenommeerde artiesten.
Ze is coauteur en producent van de internationale hit Welcome to the Edge, gezongen door Billie Hughes, dat bekroond werd met de Japan Gold Disc Award voor Internationale Single van het Jaar.

## Samenwerkingen
Seeman heeft samengewerkt met een breed scala aan artiesten over de hele wereld. Tot haar samenwerkingen behoren onder andere:
- Phil Collins
- Earth, Wind & Fire
- Barbra Streisand
- Bette Midler
- Jacky Cheung
- Yang Kun
- Chen Linong
- Super Vocal
- Rainie Yang

Ze werkte ook aan producties van de bekende Chinese producers Zhang Yadong en Gao Xiaosong.

## Broadway-producties
Seeman is producent van de Broadway-voorstellingen:
- To Kill a Mockingbird, geschreven door Aaron Sorkin
- The Waverly Gallery, een toneelstuk van Kenneth Lonergan

## Onderscheidingen
- 2 Emmy-nominaties voor muziekbijdragen aan televisieproducties
- Japan Gold Disc Award – Internationale Single van het Jaar voor Welcome to the Edge